# Florimond de Beaune
Florimond de Beaune (Blois, 7 de outubro de 1601 – Blois, 18 de agosto de 1652) foi um jurista e matemático francês, um dos primeiros seguidores de René Descartes. R. Taton o denomina "um exemplo típico do amador erudito" ativo na ciência do século XVII.
Em uma carta de 1638 a Descartes, de Beaune propôs o problema de resolver a equação diferencial
{\displaystyle {\frac {\operatorname {d} y}{\operatorname {d} x}}={\frac {\alpha }{y-x}}}
atualmente considerada como o primeiro exemplo do método da tangente inversa de deduzir propriedades de uma curva a partir de suas tangentes.
Seu Tractatus de limitibus aequationum foi reimpresso na Inglaterra em 1807; encontrando majorantes e minorantes para as soluções de equações quadráticas e cúbicas como funções simples de seus coeficientes. Suas obras Doctrine de l'angle solide e Inventaire de sa bibliothèque foram reimpressas em Paris em 1975. Outras de suas obras foi Notae breves, introdução de uma edição de 1649 de La Géométrie de Descartes.

## Further reading
Costabel, Pierre (1970–1980). «Debeaune». Dictionary of Scientific Biography. 3. New York: Charles Scribner's Sons. pp. 614–616. ISBN 978-0-684-10114-9